# Christina von Braun

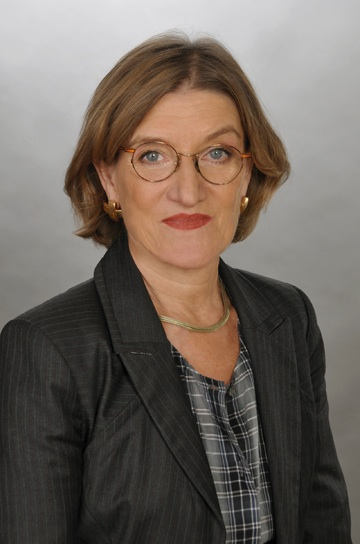
Christina von Braun (2012)

Christina von Braun (* 27. Juni 1944 in Rom) ist eine deutsche Kulturwissenschaftlerin, Gendertheoretikerin, emeritierte Professorin, Autorin und Filmemacherin.

## Leben und Werk
Christina von Braun ist die Tochter von Hildegard Beck-Margis und des ehemaligen UNO- und Frankreich-Botschafters Sigismund von Braun, der zum Zeitpunkt ihrer Geburt als Legationssekretär in der Botschaft am Heiligen Stuhl in Rom tätig war. Ihr Onkel war der Raketenforscher Wernher von Braun, über den sie 2012 sagte, dass er „mit den größten Verbrechern des 20. Jahrhunderts kollaborierte“. Ihre Schwester ist die FDP-Politikerin Carola von Braun. Ihre Großmutter mütterlicherseits Hildegard Margis starb im Frauengefängnis Barnimstraße, nachdem sie wegen ihres Widerstandes gegen den Nationalsozialismus im Zusammenhang mit der Gruppe um Anton Saefkow und Franz Jacob verhaftet worden war. Ihr Großvater väterlicherseits war der Landgutbesitzer und Politiker der DNVP Magnus von Braun, Minister unter den Reichskanzlern von Papen und Schleicher bis Januar 1933.
Christina von Braun verbrachte ihre ersten Lebensjahre im Vatikan und kam erst 1949 nach Deutschland. Nach Internatsaufenthalten in England und Norddeutschland studierte sie in den USA und Deutschland. Sie schrieb ihre Magisterarbeit an der Universität Bonn über „Die Rolle von Public Relations in den internationalen Beziehungen“. Von 1969 bis 1981 war sie als freischaffende Autorin und Filmemacherin in Paris ansässig. In Paris produzierte sie u. a. Filme über den Bestseller Zufall und Notwendigkeit des Molekularbiologen Jacques Monod, die Lebensgeschichte des Schriftstellers André Malraux (BR 1972), ein Gespräch mit Claude Lévi-Strauss (SR 1972), Gustave Flauberts Roman Madame Bovary (SR 1976), die Pariser Stadtplanung des Präfekten Georges-Eugène Haussmann (WDR 1979), die Künstlerin Meret Oppenheim (NDR 1977) und die Stadt Bron (BR 1979).
1981 zog sie mit ihrer Familie nach Bonn um. Von 1991 bis 1993 war sie Fellow am Kulturwissenschaftlichen Institut in Essen.
1994 wurde sie auf den Lehrstuhl für Kulturtheorie mit dem Schwerpunkt Geschlecht und Geschichte am Institut für Kulturwissenschaft an der Humboldt-Universität zu Berlin berufen. Zu ihren Schwerpunkten in Forschung und Lehre zählen: Gender, Medien, Religion und Moderne, Säkularisierung und Geschichte des Antisemitismus.
Christina von Braun produzierte ca. fünfzig Filmdokumentationen und Fernsehspiele zu kulturhistorischen Themen und verfasste zahlreiche Bücher und Aufsätze über das Wechselverhältnis von Geistesgeschichte und Körpergeschichte.
2013 wurde sie mit dem Sigmund-Freud-Kulturpreis der Deutschen Psychoanalytischen Vereinigung (DPV) und der Deutschen Psychoanalytischen Gesellschaft (DPG) für ihr Œuvre als herausragende Wissenschaftlerin gewürdigt.
Christina von Braun ist mit dem Psychoanalytiker und emeritierten Professor für Psychiatrie Tilo Held (* 1938) verheiratet. Das Ehepaar hat zwei Kinder, Anna-Céline und den Neurologen Valentin Elias. Seit 2001 wohnt es zusammen in Berlin.

## Universitäre Funktionen
- Mitgründerin und Direktoriumsmitglied des Zentrums Jüdische Studien Berlin-Brandenburg[7]
- Seit 2010 Mitglied im Beirat der Zeitschrift Sexuality & Culture
- 2009–2013 Gründerin und Leiterin des „Kollegium Jüdische Studien“[8] an der Humboldt-Universität zu Berlin
- 2005–2012 Sprecherin des Graduiertenkollegs Geschlecht als Wissenskategorie[9]
- 2005–2007 Leiterin des Zentrum für transdisziplinäre Geschlechterstudien der Humboldt-Universität
- 2004–2009 Mitglied im Medizinsenat der Charité
- seit 1998 Mitglied im Beirat der Zeitschrift für Sexualforschung
- Initiatorin, Mitbegründerin und von 1996 bis 2002 Leiterin des Studiengangs Gender Studies an der Humboldt-Universität zu Berlin
- 1996–1998 Dekanin der Philosophischen Fakultät III der Humboldt-Universität zu Berlin
- 1990–2000 Mitherausgeberin der Zeitschrift Metis. Zeitschrift für historische Frauenforschung und feministische Praxis

## Außeruniversitäre Funktionen
- seit 2010 Mitglied im Beirat des Forums für Interkulturellen Dialog e. V.
- seit 2008 Vizepräsidentin des Goethe-Instituts
- seit 2007 Mitglied im Vorstand der Deutschen Orientstiftung
- seit 2002 Mitglied im Präsidium des Goethe-Instituts
- seit 1999 Gründungsmitglied und Vorstandsmitglied der Grünen Akademie in der Heinrich-Böll-Stiftung
- 1999–2005 Mitglied im Präsidium des Evangelischen Kirchentages
- 1990–1998 Vorstandsmitglied des Bundesverbandes der Film- und Fernsehregisseure

## Auszeichnungen
- 2013: Sigmund-Freud-Kulturpreis
- 2014: Hedwig-Dohm-Urkunde

## Schriften (Auswahl)
- Nicht ich. Logik, Lüge, Libido. Neue Kritik, Frankfurt am Main 1985, ISBN 3-8015-0200-7; Neuausgabe, Aufbau Verlag, Berlin 2009, ISBN 978-3-351-02672-1.
- Die schamlose Schönheit des Vergangenen. Zum Verhältnis von Geschlecht und Geschichte, Aufsätze. Verlag Neue Kritik, Frankfurt am Main 1989, ISBN 3-8015-0229-5.
- Essen und Gesellschaft. Die Politik der Ernährung (= Senatsarbeitskreis für Wissenschaft und Verantwortlichkeit; Band 5). Studienverlag, Innsbruck / Wien / München 2000, ISBN 3-7065-1496-6 (zusammen mit Eva Barlösius).
- Versuch über den Schwindel. Religion, Schrift, Bild, Geschlecht. Pendo, Zürich 2001, ISBN 3-85842-406-4.
- Interface 5 – Die Politik der Maschine. Computer Odyssee 2001. Nomos, Hamburg 2002, ISBN 3-7890-8245-7 (zusammen mit Hartmut Böhme, Martin Burckhardt, Wolfgang Coy, Friedrich Kittler und Hans-Ulrich Reck).
- Gibt es eine „jüdische“ und eine „christliche“ Sexualwissenschaft? Sexualität und Säkularisierung (= Wiener Vorlesungen im Rathaus, Band 110). Picus, Wien 2004, ISBN 3-85452-510-9.
- Stille Post. Eine andere Familiengeschichte. Propyläen, Berlin 2007, ISBN 978-3-549-07314-8; Taschenbuchausgabe: List-Taschenbuch 60810, Berlin 2008, ISBN 978-3-548-60810-5.
- Verschleierte Wirklichkeit. Die Frau, der Islam und der Westen. Aufbau-Verlag, Berlin 2007, ISBN 978-3-351-02643-1 (zusammen mit Bettina Mathes).
- Der Preis des Geldes. Eine Kulturgeschichte. Aufbau, Berlin 2012, ISBN 978-3-351-02710-0.
- Wachstum im Wandel: Chancen und Risiken für die Zukunft der Sozialen Marktwirtschaft, herausgegeben von Bertelsmann Stiftung, Beiträge von Christina von Braun und 11 andere, Fotografien von Veit Mette, Bertelsmann Stiftung, Gütersloh 2016, ISBN 978-3-86793-687-3.
- Blutsbande. Verwandtschaft als Kulturgeschichte. Aufbau, Berlin 2018. ISBN 978-3-351-03679-9.
- Geschlecht. Eine persönliche und eine politische Geschichte. Propyläen, Berlin 2021, ISBN 978-3-549-10025-7.
- mit Tilo Held: Kampf ums Unbewusste. Eine Gesellschaft auf der Couch. Aufbau-Verlag, Berlin 2025, ISBN 978-3-35103-996-7.

Herausgeberschaft
- mit Ludger Heid: Der Ewige Judenhaß. Begleitbuch zur gleichnamigen Filmtrilogie (= Studien zur Geistesgeschichte. Band 12). Bonn 1990; 2. Auflage. Philo Verlag, Berlin 2000, ISBN 3-8257-0149-2.
- mit Gabriele Dietze: Die Multiple Persönlichkeit. Krankheit, Medium oder Metapher? Zu den geistesgeschichtlichen Hintergründen eines modernen Krankheitsbildes. Verlag Neue Kritik, Frankfurt am Main 1999, ISBN 3-8015-0326-7.
- mit Eva-Maria Ziege: Das „bewegliche“ Vorurteil. Aspekte des Internationalen Antisemitismus. Königshausen & Neumann, Würzburg 2004, ISBN 3-8260-2820-1.
- mit Inge Stepgan: Gender@Wissen. Ein Handbuch der Gender-Theorien. 2005; 2. Auflage Wien/Köln 2009.
- mit Ulrike Auga: Gender in Conflicts. Palestine, Israel, Germany (= Berliner Gender Studies. Band 3). LIT-Verlag, Münster/Berlin, 2006, ISBN 3-8258-9281-6.
- mit Ulrike Brunotte, Gabriele Dietze, Daniela Hrzàn, Gabriele Jähnert und Dagmar Pruin: „Holy War“ and Gender. Violence in religious discourses/„Gotteskrieg“ und Geschlecht (= Berliner Gender Studies. Band 2). LIT-Verlag, Münster/Berlin, 2006, ISBN 3-8258-8109-1.
- Gender Studien. Eine Einführung. Stuttgart 2000; 2., aktualisierte Auflage mit Inge Stephgan. Metzler, Stuttgart/Weimar 2006, ISBN 3-476-02143-2.
- mit Christoph Wulf: Mythen des Blutes. Campus, Frankfurt am Main 2007, ISBN 978-3-593-38349-1.
- mit Wilhelm Gräb und Johannes Zachhuber: Säkularisierung. Bilanz und Perspektiven einer umstrittenen These (= Religion, Staat, Kultur. Band 5). LIT-Verlag, Berlin 2007, ISBN 978-3-8258-0150-2.
- mit Dorothea Dornhof und Eva Johach: Das Unbewusste. Krisis und Kapital der Wissenschaften. von Wissen und Geschlecht Studien zum Verhältnis (= GenderCodes. Band 9). transcript, Bielefeld 2009, ISBN 978-3-8376-1145-8.
- Was war deutsches Judentum? 1870–1933. De Gruyter, 2015, ISBN 978-3-11-040050-2.

Aufsätze
- Wir zahlen alle den Preis des Geldes. In: Kursbuch. Bd. 172: Gut Leben. Hamburg (Murmann) 2012, S. 41–55.
- Der Dienst am Geld. In: Schauspiel Frankfurt am Main (Programmheft), Frankfurt/M. 2012, S. 852–853.
- Der Preis des Geldes. In: Deutscher Gewerkschaftsbund (Hrsg.): Gegenblende. Das gewerkschaftliche Debattenmagazin, Bd. 18 (2012).
- Nacktheit, Scham und Männlichkeit. In: Lentos Museum Lin7/Ludwig Museum Budapest (Hrsg.): Der nackte Mann (Ausstellungskatalog), Nürnberg (Verlag für Moderne Kunst) 2012, S. 25–36.
- Die Schlange. In: Christian Kassung, Jasmin Mersmann, Olaf B. Rader (Hrsg.): Zoologicon. Ein kulturhistorisches Wörterbuch der Tiere. Fink, München 2012, S. 354–361.
- Das Geschlecht des Unbewussten in der Wissensordnung. In: Günter Gödde, Michael B. Buchholz (Hrsg.): Der Besen, mit dem die Hexe fliegt. Wissenschaft und Therapeutik des Unbewussten, Bd. 1: Psychologie als Wissenschaft der Komplementarität. Psychosozial, Gießen 2012, S. 139–158.
- Selig sind die Barmherzigen, denn sie werden Barmherzigkeit erlangen. In: Evangelische Stadtkirche (Hrsg.): Seligpreisungen. Freshup Publishing, Stuttgart 2012, S. 7–26.
- Das Geschlecht des Kanons. In: Berthold Franke, Ulrich Ribbert, Joachim Umlauf (Hrsg.): Kanon und Bestenliste. Was gilt in der Kultur? Was zählt für Deutschlands Nachbarn? Steidl, Göttingen 2012, S. 19–32.
- Die Hysterie und der Vibrator. In: Cuvilliés-Theater (Programmheft), München 2011/12, S. 6–13.
- Was bedeutet Säkularisierung für Juden und Christen. Aspekte der Aufklärung, Ausgrenzung und Angst. In: Marta S. Halpert, Leon Widecki (Hrsg.): Religion heute. Wozu? (Jüdisches Echo 60). Wien 2011/12, S. 21–26.
- Bild und Geschlecht in den drei Religionen des Buches. Judentum, Christentum und Islam. In: Christoph Wulf, Jacques Poulain, Fathi Triki (Hrsg.): Emotionen in einer transkulturellen Welt (Paragrana Heft 20). Akademie Verlag, Berlin 2011, S. 28–40.
- Symbolische Geschlechterordnung. Bild und Geschlecht in Judentum, Christentum und Islam. In: Deutsche Botschaft Ankara (Hrsg.), Ankara 2011, S. 11–28.
- Geschlechterordnungen spiegeln das Verhältnis von Gott und Mensch. In: Goethe-Institut (Hrsg.): Wie geht es eigentlich den Frauen? Reportagen, Bilder, Gespräche. München 2011, S. 3–6.
- The Headscarf. An Empty Signifier. In: Jill Winder u. a.: The Return of Religion and Other Myths. A Critical Reader. BAK, Utrecht 2009, S. 32–55.
- The Symbol of the Cross. Secularization of a Metaphor From the Early Church to National Socialism. In: Doris Bergen (Hrsg.): Lessons and Legacies, Bd. 7: From Generation to Generation. Northwestern University Press, Evanston Ill. 2008, S. 5–33.

## Filme
Zu den zahlreichen Film- und Fernsehproduktionen zählen:
- Schönheit – verzweifelt gesucht. Zur Geschichte der Schönheit. (2002)
- Das geteilte Ich. Gestalten des Selbst in der Moderne. (Das literarische Motiv des Doppelgängers und das Krankheitsbild der multiplen Persönlichkeit) (WDR, 1996)
- Böses Blut. Mythen und Wirkungsgeschichte der Syphilis. (WDR, 1993/94, 60 Min.)
- De Gaulle and France (Filmtrilogie) (Films for the Humanities and Sciences, 1992)[10]
- Vom Sinn des Sehens. Augen-Blicke der Geschlechter. (Der Wandel des Blicks und der Einfluss seines Wandels auf die Geschlechterwahrnehmung). (WDR, 1994)
- Die Angst der Satten. Zur Geschichte des Hungerstreiks als politische Waffe. (WDR, 1991, 45 Min.)
- Der ewige Judenhaß. Filmtrilogie: I. Christlicher Antijudaismus II. Deutschnationale Judenfeindlichkeit III. Rassistischer Antisemitismus (WDR, 1990, l35 Min.)
- Die Erben des Hakenkreuzes. Die Geschichte der Entnazifizierung in den beiden deutschen Staaten. Folge I: Westdeutschland. Folge II Ostdeutschland. (WDR, 1988, 120 Min.)
- "Die Waffen nieder!" - Eine Geschichte des Pazifismus im Deutschen Reich (WDR, l984, 60 Min.)
- Eine Frau ist eine Frau ist eine Frau (1977)[11]